# Chwałkówko
Chwałkówko – osada w Polsce położona w województwie wielkopolskim, w powiecie gnieźnieńskim, w gminie Łubowo przy drodze wojewódzkiej nr 434.
W latach 1975–1998 miejscowość administracyjnie należała do województwa poznańskiego.